# Tunindex
Der Tunindex ist ein Aktienindex der Bourse de Tunis. Seine Einführung war am 31. Dezember 1997 mit einem Basiswert von 1.000 Punkten.
Er gibt als Leitindex des Landes einen Einblick in die Tunesische Wirtschaft und beinhaltete im Jahr 2023 71 Titel.

## Zusammensetzung
| Symbol | Unternehmen                                       | Branche                |
| ------ | ------------------------------------------------- | ---------------------- |
| MNP    | Monoprix                                          | Distribution           |
| SFBT   | Société de fabrication des boissons de Tunisie    | Getränke               |
| BTE    | Banque de Tunisie et des Émirats                  | Banken                 |
| SPDIT  | SPDIT - SICAF                                     | Finanzdienstleistungen |
| TJARI  | Attijari Bank                                     | Banken                 |
| BIAT   | Banque internationale arabe de Tunisie            | Banken                 |
| BH     | BH Bank                                           | Banken                 |
| TLS    | Tunisie Leasing et Factoring                      | Finanzdienstleistungen |
| BT     | Banque de Tunisie                                 | Banken                 |
| AL     | Air liquide Tunisie                               | Chemie                 |
| UBCI   | UBCI                                              | Banken                 |
| PLTU   | Placements Tunisie-SICAF                          | Finanzdienstleistungen |
| STB    | Société tunisienne de banque                      | Banken                 |
| AST    | Astree                                            | Versicherung           |
| BNA    | Banque nationale agricole                         | Banken                 |
| ICF    | ICF                                               | Chemie                 |
| AB     | Amen Bank                                         | Banken                 |
| ATB    | Arab Tunisian Bank                                | Banken                 |
| UIB    | Union internationale de banques                   | Finanzen               |
| SIMPA  | Simpar                                            | Baustoffe              |
| TINV   | Tuninvest SICAR                                   | Finanzdienstleistungen |
| CIL    | Compagnie internationale de leasing               | Finanzdienstleistungen |
| ATL    | ATL                                               | Finanzdienstleistungen |
| STIP   | Société tunisienne des industries de pneumatiques | Automobil              |
| PGH    | Poulina Groupe Holding                            | Getränke               |
| STAR   | Société tunisienne d'assurance et de réassurance  | Versicherung           |
| MAG    | Magasin général                                   | Distribution           |
| SOTET  | Sotetel                                           | Baustoffe              |
| BHASS  | BH Assurances                                     | Versicherung           |
| SOTUV  | Sotuver                                           | Dienstleistungen       |
| MGR    | Sotumag                                           | Distribution           |
| SIAME  | Siame                                             | Dienstleistungen       |
| TJL    | Atiijari Leasing                                  | Finanzdienstleistungen |
| STPIL  | Sotrapil                                          | Öl und Gas             |
| BHL    | BH Leasing                                        | Finanzdienstleistungen |
| SOMOC  | Somocer                                           | Baustoffe              |
| ASSAD  | Assad                                             | Automobil              |
| SITS   | SITS                                              | Baustoffe              |
| WIFAK  | Wifack International Bank                         | Banken                 |
| SOKNA  | Essoukna                                          | Baustoffe              |
| TPR    | TPR                                               | Rohstoffe              |
| SOPAT  | SOPAT                                             | Getränke               |
| ARTES  | Artès                                             | Distribution           |
| HL     | Hannibal Lease                                    | Finanzdienstleistungen |
| SCB    | Ciments de Bizerte                                | Baustoffe              |
| TRE    | Tunis Re                                          | Versicherung           |
| CC     | Carthage Cement                                   | Baustoffe              |
| NAKL   | Ennakl Automobiles                                | Distribution           |
| TLNET  | Telnet                                            | Technologie            |
| AETEC  | AeTech                                            | Technologie            |
| LNDOR  | Land'or                                           | Getränke               |
| OTH    | OneTech Holding                                   | Dienstleistungen       |
| NBL    | New Body Line                                     | Beauty                 |
| CITY   | City Cars                                         | Distribution           |
| ECYCL  | Euro-Cycles                                       | Beauty                 |
| BL     | Best Lease                                        | Finanzdienstleistungen |
| CELL   | Cellcom                                           | Distribution           |
| SOTEM  | Sotemail                                          | Baustoffe              |
| SAH    | Société des articles hygiéniques                  | Beauty                 |
| MPBS   | MPBS                                              | Baustoffe              |
| STPAP  | Sotipapier                                        | Rohstoffe              |
| TGH    | Tawasol Group Holding                             | Telekommunikation      |
| DH     | Délice Holding                                    | Getränke               |
| PLAST  | Officeplast                                       | Beauty                 |
| UMED   | UNIMED                                            | Gesundheit             |
| SMD    | Sanimed                                           | Baustoffe              |
| SAM    | Société Meuble Intérieurs                         | Dienstleistungen       |
| ASSMA  | Assurances Maghrébia                              | Versicherung           |
| STA    | Société tunisienne des automobiles                | Distribution           |
| SMART  | Smart Tunisie                                     | Distribution           |
| AMV    | Assurances Maghrébia Vie                          | Versicherung           |